# نادي تليفونات بني سويف
تليفونات بني سويف هو نادي رياضي مصري يقع في محافظة بني سويف بمدينة بني سويف شمال الصعيد، وهو تابع للشركة المصرية للاتصالات ، تأسس عام 1996، ويشارك فريق الكرة في المجموعة الأولى بالقسم الثاني. وخلال 20 عامًا أصبح نادي تليفونات بني سويف من أفضل أندية الصعيد في كرة القدم ؛ حيث حقق العديد من الإنجازات لم تحققها أندية كبيرة، حيث صعد للدوري الممتاز ويعد موسم 2011-2012 هو الموسم الأول في تاريخه بالدوري الممتاز، شارك الفريق في بطولة كأس مصر عدة مرات وكان أكبر إنجازاته بها هو الوصول إلى دور الثمانية، ولعب له أفضل نجوم الكرة المصرية، بالإضافة إلى أنه قدم للكرة المصرية العديد من اللاعبين.

## تأسيسه
جاءت فكرة تأسيسه بهدف إنشاء نادي رياضي للعاملين بالشركة المصرية للاتصالات ببني سويف، من أجل الأنشطة الرياضية، والمشاركة في مسابقات اتحاد الكرة المصري.

## الدوري الممتاز
صعد الفريق للدوري الممتاز لأول مرة في تاريخه موسم 2011–2012 ، واستمر بالممتاز لمدة 3 سنوات، حتى هبط للقسم الثاني في موسم 2014–2015 ، وصعد لدورة الترقي المؤهلة للدوري الممتاز موسم 2014–2015 ، ولكنه فشل في العودة للدوري الممتاز.
ويعتبر موسم 2015–2016 هو الأسوأ في تاريخ النادي، حيث أنهى الموسم بالمركز السابع برصيد 23 نقطة بالمجموعة الثانية بالقسم الثاني، حيث كان مهددًا بالهبوط طوال الموسم، لولا تعادله مع الفيوم باللحظات الأخيرة بالأسبوع الأخير بهدف أسامة صالح ، ولكنه حقق المفاجأة بموسم 2016–2017 ، بالمنافسة على الصعود للدوري الممتاز، في ظل إمكانيات ضعيفة، وأنهى الموسم بالمركز الخامس برصيد 51 نقطة بمجموعة الصعيد بالقسم الثاني، حيث كان يتوقع له الجميع الهبوط.

## أبرز لاعبي الفريق
خلال مسيرة نادي التليفونات مع كرة القدم، لعب له أبرز نجوم الكرة المصرية وخاصة عقب صعوده للدوري الممتاز، مثل عرفة السيد لاعب الزمالك السابق، وشادي محمد لاعب الأهلي السابق، وأحمد السيد لاعب الأهلي السابق، ومحمد محسن أبو جريشة لاعب الإسماعيلي السابق، وأحمد شكري لاعب الأهلي السابق ... ، وغيرهم.
كما خرج من التليفونات أبرز نجوم الكرة في الوقت الحالي مثل: أحمد الشيخ لاعب الأهلي ومنتخب مصر الحالي، وأحمد مسعود حارس مرمى مصر المقاصة الحالي، وهذا الموسم يقدم ثلاثة نجوم للدوري الممتاز، وهم المهاجم فتحي عثمان ، وصانع الألعاب سمير فكري ، ولاعب وسط بسام ماهر ، وذلك بعد بيعهم لنادي إنبي.

## تشكيلة الفريق الحالية
ملاحظة: تشير الأعلام إلى المنتخب الوطني على النحو المحدد في قواعد الأهلية للفيفا. قد يحمل اللاعبون أكثر من جنسية واحدة غير تابعة للفيفا.
| الرقم | البلد     | المركز | اللاعب              |
| ----- | --------- | ------ | ------------------- |
| 1     | مصر       | حارس   | محمد فتحي           |
| 2     | ليبيا     | مدافع  | علي سلامة           |
| 3     | الكاميرون | وسط    | مارك مبواة          |
| 4     | مصر       | وسط    | إبراهيم الشايب      |
| 5     | مصر       | وسط    | محمد مكي            |
| 6     | مصر       | مدافع  | محمود مبارك         |
| 7     | مصر       | وسط    | خالد ربيع           |
| 8     | مصر       | وسط    | حسين علي            |
| 9     | مصر       | مهاجم  | محمود محمود         |
| 10    | مصر       | مهاجم  | محمد محسن أبو جريشة |
| 11    | مصر       | مهاجم  | مصطفي مهنا          |
| 12    | مصر       | مدافع  | عبد الله رجب        |
| 13    | مصر       | مدافع  | كريم ذكري           |

| الرقم | البلد | المركز | اللاعب          |
| ----- | ----- | ------ | --------------- |
| 14    | مصر   | مدافع  | أسامة عزب       |
| 15    | مصر   | وسط    | أحمد زهران      |
| 16    | مصر   | حارس   | علي فرج         |
| 17    | مصر   | وسط    | علاء علي        |
| 18    | مصر   | مدافع  | شريف رضا        |
| 19    | مصر   | مهاجم  | محمد شعراوي     |
| 20    | مصر   | وسط    | عصام عبد العاطي |
| 21    | مصر   | حارس   | محمود الغرباوى  |
| 22    | مصر   | مدافع  | هيثم عوض        |
| 24    | مصر   | مدافع  | علي مهاب        |
| 25    | مصر   | وسط    | أحمد عبد الرؤوف |
| 28    | مصر   | حارس   | أحمد مسعود      |